# Cercomantispa perparva
Cercomantispa perparva är en insektsart som först beskrevs av Peter Esben-Petersen 1917.  
Cercomantispa perparva ingår i släktet Cercomantispa och familjen fångsländor. Inga underarter finns listade i Catalogue of Life.